# Horti Lamiani

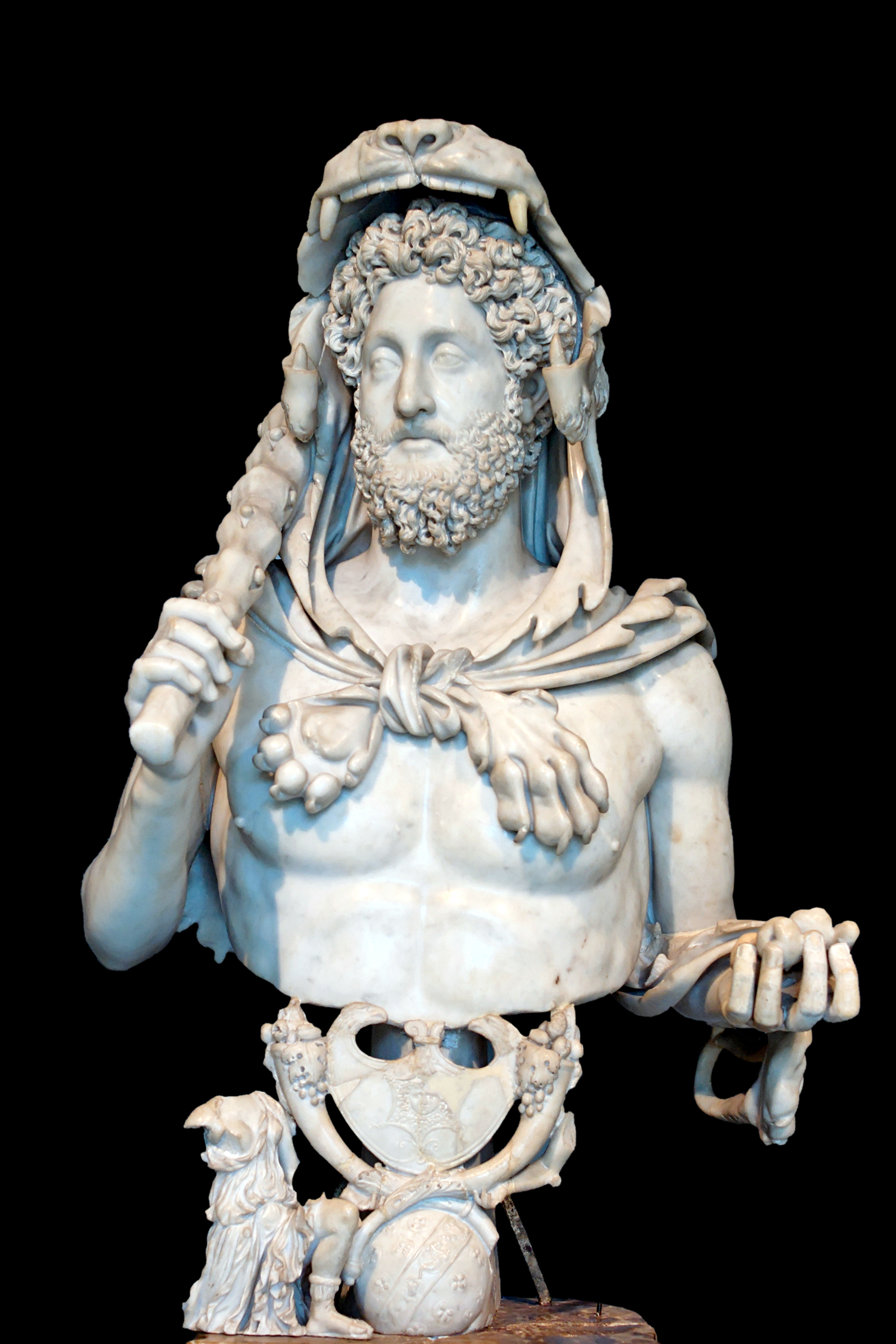
Commodus als Hercules, tegenwoordig in de Capitolijnse Musea

De Horti Lamiani (Nederlands: Tuinen van Lamia) was een park in het oude Rome.
Het park lag op de top van de Esquilijn, waar tegenwoordig het Piazza Vittorio Emanuele ligt. Het park werd aangelegd door Lucius Aelius Lamia, die in het jaar 3 n.Chr. consul was. Lamia was een vriend van de latere keizer Tiberius. In het park stonden diverse gebouwen. In de tijd van Caligula waren de Horti Lamiani in keizerlijk bezit gekomen. 
Tijdens opgravingen in de 19e eeuw werden grote delen van het luxueuze gebouwencomplex blootgelegd. De gebouwen bleken te zijn versierd met fresco's, marmer en met edelstenen ingezette bronzen platen. Daarnaast werden een groot aantal beelden aangetroffen, waarvan de Esquilijnse Venus en de beeldengroep van keizer Commodus als Hercules met twee tritons de bekendste zijn. Na de opgravingen werden de restanten van de gebouwen weer begraven. Van 2006 tot 2015 werd een nieuw deel van de tuin opgegraven onder een afgebroken appartementsgebouw.

## Bron
- Vertaald van de Engelstalige Wikipedia: en:Horti Lamiani

.